# Kanonia pod wezwaniem św. Michała we Fromborku
Kanonia pod wezwaniem św. Michała we Fromborku – zabytkowa kanonia położona we Fromborku, przy ulicy Krasickiego 4. Wchodzi w skład Ogrodów kanonickich we Fromborku. Budynek ten został wzniesiony w połowie XV wieku. Późniejsze wielokrotne przebudowy są przyczyną zróżnicowanego wyglądu elewacji z blendami, niszami oraz boniowaniem.
W czasie tzw. potopu szwedzkiego kanonia została doszczętnie ogołocona i zdewastowana. W ostatnich latach budynek przeszedł jednak generalny remont.

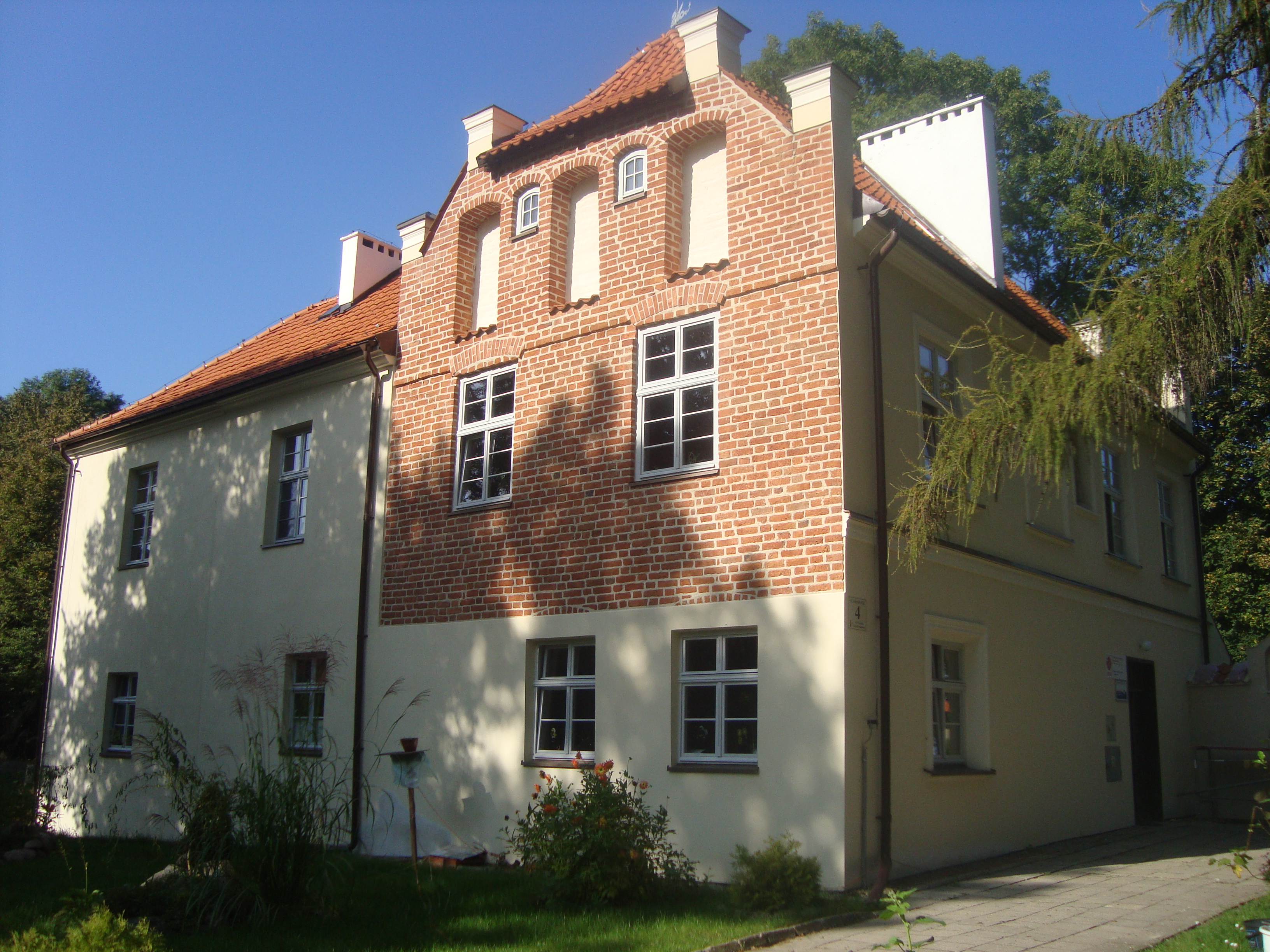
Bok budynku
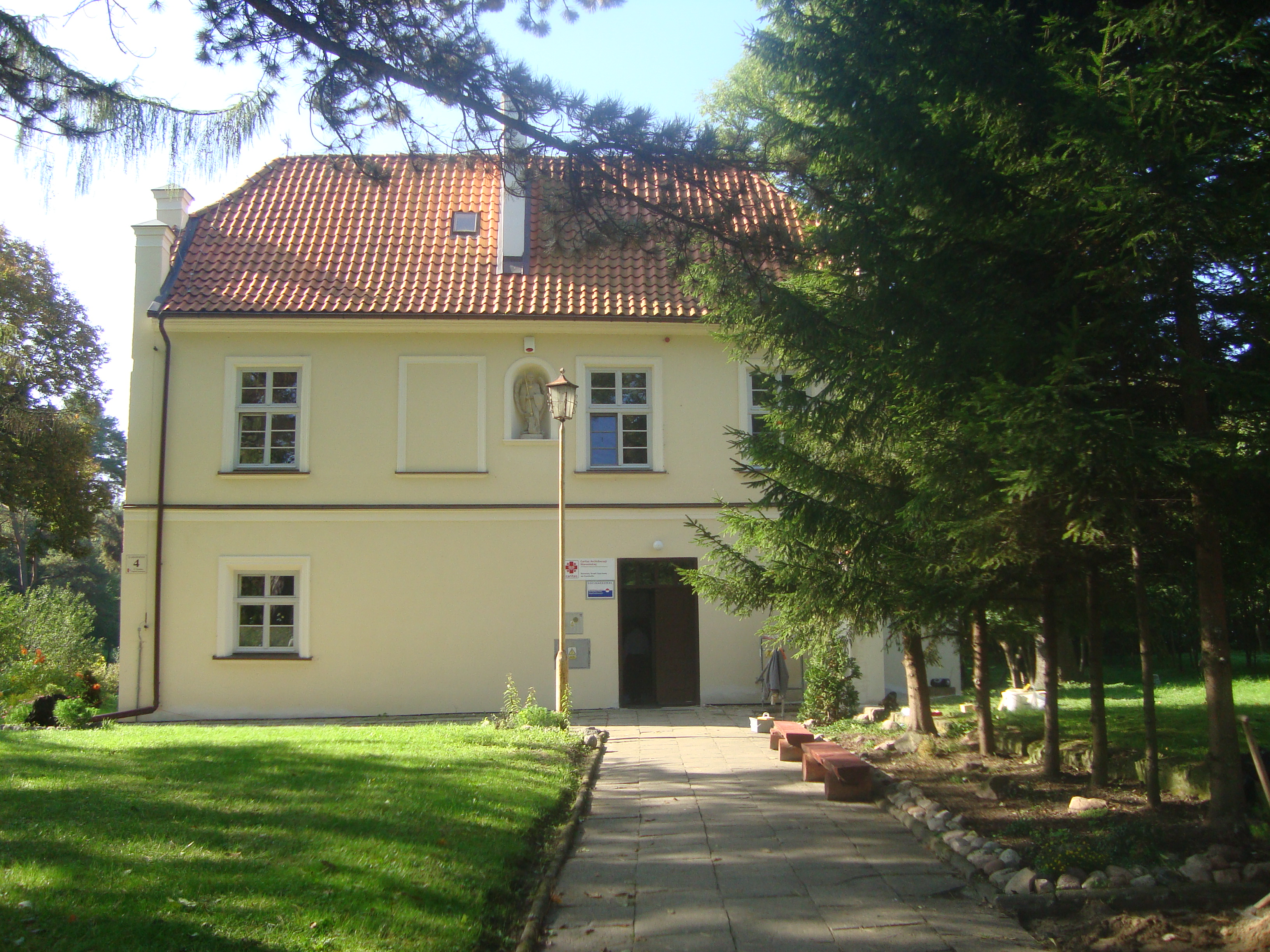
Fasada budynku
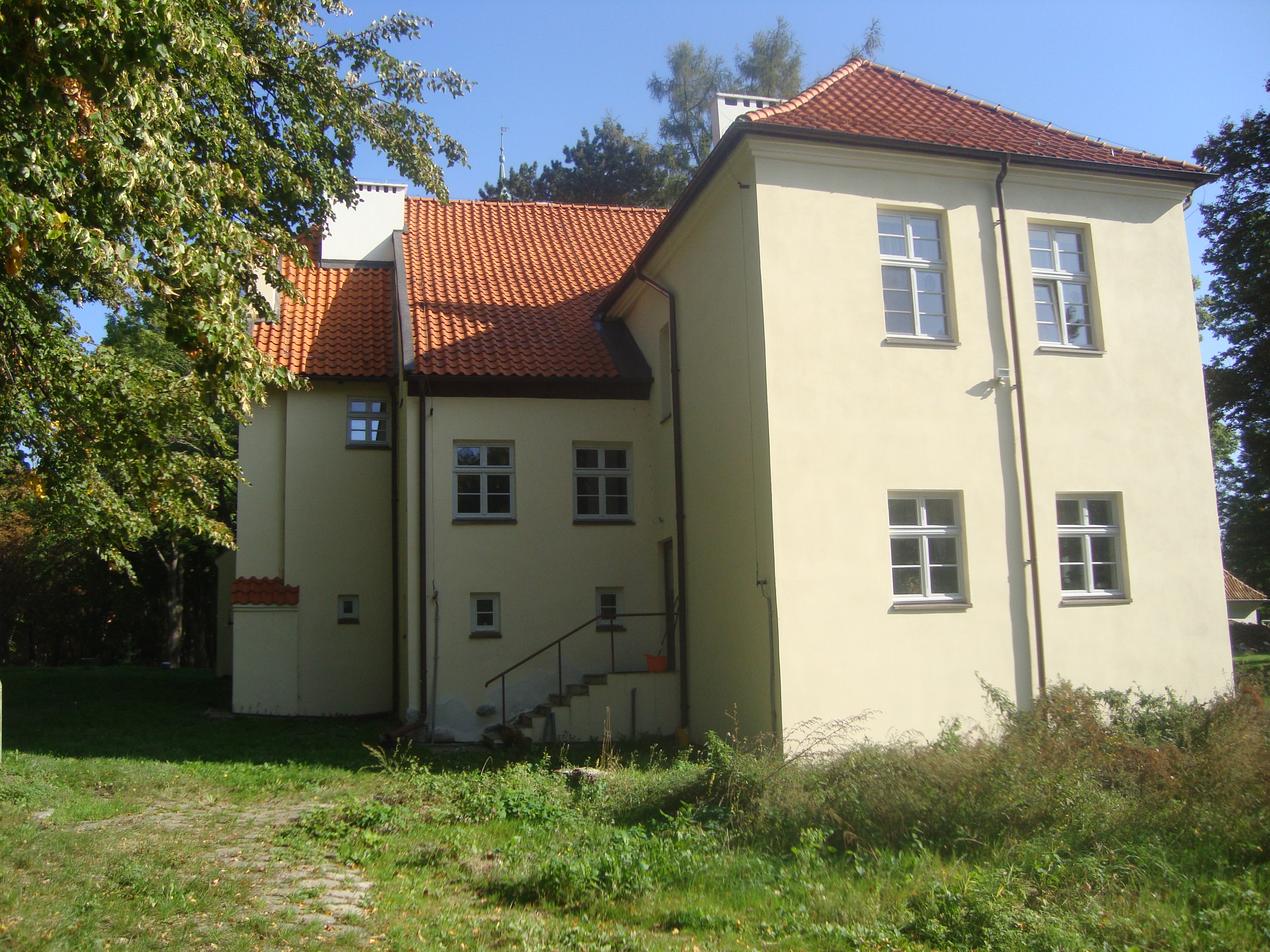
Tylna strona budynku